# Summertime (film 1982)
Summertime è un film del 1982 diretto da Massimo Mazzucco.
La pellicola vede come protagonista il giovane Luca Barbareschi, anche sceneggiatore assieme allo stesso regista Mazzucco, qui al suo esordio.
Il film fu presentato al Festival di Venezia del 1983 nella sezione De Sica vincendo il premio per la migliore opera di esordiente .

## Trama
Il diario di viaggio di Marco, ragazzo italiano che giunto a New York dapprima fa amicizia con un coetaneo statunitense, poi va alla ricerca di Valeria, conosciuta a Disneyland.

## Riconoscimenti
- 1983 - Mostra internazionale d'arte cinematografica
  - Premio De Sica migliore opera di esordiente